# Mycteromyiella phasmatophaga
Mycteromyiella phasmatophaga là một loài ruồi trong họ Tachinidae.